# Бжезьно-Весь
Бжезьно-Весь (пол. Brzeźno-Wieś) — село в Польщі, у гміні Ґоворово Остроленцького повіту Мазовецького воєводства.
У 1975-1998 роках село належало до Остроленцького воєводства.